# Meniscomorpha govinda
Meniscomorpha govinda là một loài tò vò trong họ Ichneumonidae.